# 森鳳聲
森 鳳聲（もり ほうせい、1867年 - 1933年）は明治時代から昭和時代初期に活躍した彫刻家である。
岡倉天心を会頭とした日本彫刻会を立ち上げた6人の初期メンバーの一人である。近代彫刻の発展に尽力した。
人物や動物の作品を多く手掛け、その写実性は近代彫刻の中でも随一の腕を持ち、数々の展覧会でも受賞を重ねている。
知名度こそ同年代の山崎朝雲や平櫛田中に敵わないが、彫刻技術はそれを上回る力量を持つとも言われている。

## 生涯
1867年（慶応3年）丹後国舞鶴町（現・京都府舞鶴市）に生まれる。通称磯雄
1900年（明治33年）第15回東京彫工会展に『木彫小鍛冶置物』を出品、銅賞牌を受賞
1904年（明治37年）セントルイス万国博覧会に『置物千種忠顕像』を出品
1905年（明治38年）パリ万国博覧会に『農夫』『小原女』を出品、銅牌を受賞
1907年（明治40年）日本で最初の本格的彫刻団体「日本彫刻会」を米原雲海、山崎朝雲、平櫛田中、加藤景雲、滝澤天友とともに立ち上げ、1908年（明治41年）に第一回展を行う
1910年（明治43年）日英博覧会に『藤原春津卿遊技三昧』『相如題柱』を出品、『藤原春津卿遊技三味』が銅賞を受賞
1918年（大正7年）第59回日本美術協会展に『木彫置物題白馬銀鞍』を出品、銀牌を受賞
1933年（昭和8年）68歳で死去